# Championnat de Suisse de rugby à XV 2013-2014
Navigation
Ligue nationale A 2012-2013 Ligue nationale A 2014-2015
Le championnat de Suisse de rugby à XV 2013-2014 appelé Ligue nationale A 2013-2014 est une compétition de rugby à XV qui oppose les dix meilleurs des clubs suisses. La compétition commence le 31 août 2013 et se termine par une finale le 14 juin 2014.
Le championnat se déroule en deux temps : une première phase dite régulière en match aller-retour où toutes les équipes se rencontrent deux fois et une phase finale à élimination directe. Les six premières équipes du classement à l'issue de la phase régulière sont qualifiées pour les playoffs. Les deux premières équipes du classement sont directement qualifiées pour les demi-finales alors que les équipes classées de la troisième à la sixième place s'affrontent en barrage pour l'attribution des deux places restantes dans le dernier carré. L'équipe classée 9e dispute un match de "promotion Ligue A/ relégation B" contre le 2e de la Ligue nationale B.

## Les clubs de l'édition 2013-2014
Les 10 équipes de la Ligue nationale A sont :
| Avusy Bâle Meyrin Plan-les-Ouates Hermance Nyon Lausanne Lugano Zurich |

| Équipe            | Stade                                     | Capacité | Ville           |
| ----------------- | ----------------------------------------- | -------- | --------------- |
| RC Avusy          | Complexe sportif d'Athenaz                |          | Avusy           |
| RFC Basel         | Pruntrutermatte                           |          | Bâle            |
| RC CMSG           | Stade Lucien-Vejux-de-Saint-Genis-Pouilly |          | Meyrin          |
| RC Genève PLO     | Stade des Cherpines                       |          | Plan-les-Ouates |
| Hermance RRC      | Stade Marius Berthet                      |          | Chens-sur-Léman |
| Lausanne UC       | Centre sportif Dorigny                    |          | Lausanne        |
| Stade Lausanne RC | Centre sportif de Chavannes               |          | Lausanne        |
| Rugby Lugano      | Campo di Muzzano                          |          | Lugano          |
| Nyon RC           | Stade de Colovray                         |          | Nyon            |
| GC Zurich         | Sportplatz Allmend-Brunau                 |          | Zurich          |

## Résumé des résultats

### Classement de la phase régulière
| Rang | Club              | J  | V  | N | D  | Bo | Bd | Pm  | Pe  | Diff | Pts |
| ---- | ----------------- | -- | -- | - | -- | -- | -- | --- | --- | ---- | --- |
| 1    | GC Zurich         | 18 | 13 | 0 | 5  | 8  | 3  | 496 | 286 | +210 | 63  |
| 2    | Nyon RC           | 18 | 13 | 0 | 5  | 6  | 3  | 425 | 225 | +200 | 61  |
| 3    | RC Genève PLO     | 18 | 12 | 2 | 4  | 3  | 3  | 367 | 226 | +141 | 58  |
| 4    | Hermance RRC (T)  | 18 | 10 | 1 | 7  | 4  | 2  | 386 | 290 | +96  | 48  |
| 5    | Rugby Lugano (P)  | 18 | 9  | 1 | 8  | 2  | 1  | 387 | 419 | -32  | 41  |
| 6    | RC Avusy          | 18 | 9  | 0 | 9  | 2  | 3  | 315 | 314 | +1   | 41  |
| 7    | RC CMSG           | 18 | 9  | 1 | 8  | 2  | 0  | 323 | 347 | -24  | 40  |
| 8    | Lausanne UC       | 18 | 4  | 1 | 13 | 2  | 8  | 283 | 330 | -47  | 28  |
| 9    | RFC Basel         | 18 | 4  | 0 | 14 | 3  | 4  | 267 | 536 | -269 | 23  |
| 10   | Stade Lausanne RC | 18 | 4  | 0 | 14 | 1  | 3  | 263 | 539 | -276 | 20  |

|  | Qualifiés pour les demi-finales (no 1, no 2, (no 3, no 4). |
|  | Barrage contre le 2e de la Ligue nationale B (no 9).       |
|  | Relégué (no 10).                                           |
|  | T : tenant du titre 2013, P : promu 2013                   |

Attribution des points : victoire sur tapis vert : 5, victoire : 4, match nul : 2, défaite : 0, forfait : -2 ; plus les bonus (offensif : 4 essais marqués ; défensif : défaite par 7 points d'écart ou moins).
Règles de classement : 1 nombre de points terrains ; 2 plus petit nombre de cartons rouges ; 3 différence de points dans les matchs entre équipes concernées ; 4 nombre d'essais ; 5 tirage au sort.

### Phase finale
Les deux premiers de la phase régulière sont directement qualifiés pour les demi-finales. En matchs de barrage pour attribuer les deux autres places, le troisième reçoit le sixième et le quatrième reçoit le cinquième. Les vainqueurs affrontent respectivement le deuxième et le premier.
|  | Demi-finales      | Demi-finales  |           |    | Finale       | Finale       |
|  | Demi-finales      | Demi-finales  |           |    | Finale       | Finale       |
|  |                   |               |           |    |              |              |
|  | 1er juin 2014     | 1er juin 2014 |           |    | 14 juin 2014 | 14 juin 2014 |
|  | 1er juin 2014     | 1er juin 2014 |           |    | 14 juin 2014 | 14 juin 2014 |
|  | [1] GC Zurich     | 43            |           |    | 14 juin 2014 | 14 juin 2014 |
|  | [1] GC Zurich     | 43            |           |    | 14 juin 2014 | 14 juin 2014 |
|  | [4] Hermance RRC  | 12            |           |    | 14 juin 2014 | 14 juin 2014 |
|  | [4] Hermance RRC  | 12            | GC Zurich | 21 |              |              |
|  | 31 mai 2014       |               | GC Zurich | 21 |              |              |
|  |                   | Nyon RC       | 17        |    |              |              |
|  | [2] Nyon RC       | Nyon RC       | 17        | 26 |              |              |
|  | [2] Nyon RC       |               |           | 26 |              |              |
|  | [3] RC Genève PLO | 23            |           |    |              |              |
|  | [3] RC Genève PLO | 23            |           |    |              |              |

### Barrage de relégation
| 14 juin 2014 15 h 00 | Neuchâtel | Annulé | RFC Basel |  |
| 14 juin 2014 15 h 00 |           |        |           |  |
| 14 juin 2014 15 h 00 |           |        |           |  |

## Résultats détaillés

### Phase régulière

#### Tableau synthétique des résultats
L'équipe qui reçoit est indiquée dans la colonne de gauche.
| Clubs             | AVU   | BAS   | CMS   | GEN   | HER   | LAU   | SLA   | LUG   | NYO   | ZUR   |
| ----------------- | ----- | ----- | ----- | ----- | ----- | ----- | ----- | ----- | ----- | ----- |
| RC Avusy          |       | 23-5  | 52-3  | 24-18 | 15-17 | 14-7  | 13-8  | 8-10  | 10-18 | 16-30 |
| RFC Basel         | 15-22 |       | 22-26 | 0-6   | 46-23 | 10-30 | 20-7  | 41-10 | 19-21 | 12-45 |
| RC CMSG           | 17-16 | 57-10 |       | 10-16 | 26-8  | 10-6  | 33-9  | 19-19 | 13-9  | 23-17 |
| RC Genève PLO     | 16-21 | 37-6  | 19-18 |       | 20-15 | 12-12 | 30-0  | 35-13 | 20-15 | 25-19 |
| Hermance RRC      | 38-8  | 35-0  | 24-15 | 3-3   |       | 19-12 | 52-16 | 52-12 | 7-16  | 9-11  |
| Lausanne UC       | 3-15  | 14-23 | 7-12  | 7-22  | 9-11  |       | 22-17 | 18-23 | 12-42 | 29-11 |
| Stade Lausanne RC | 27-30 | 24-16 | 52-12 | 9-40  | 20-40 | 3-28  |       | 28-25 | 3-29  | 14-10 |
| Rugby Lugano      | 36-12 | 53-7  | 19-8  | 8-24  | 23-17 | 32-28 | 41-3  |       | 23-15 | 15-21 |
| Nyon RC           | 28-10 | 39-10 | 25-7  | 21-14 | 8-16  | 20-11 | 41-16 | 30-0  |       | 27-7  |
| GC Zurich         | 18-6  | 64-5  | 17-14 | 25-10 | 30-0  | 34-28 | 57-7  | 53-25 | 27-21 |       |

|  | Victoire à domicile |  | Match nul |  | Défaite à domicile |

### Phase finale

#### Demi-finales
| 1er juin 2014 | GC Zurich | 43 - 12 | Hermance RRC | Allmend Brunau, Zurich Arbitre : John Coates |
| 1er juin 2014 |           |         |              | Allmend Brunau, Zurich Arbitre : John Coates |
| 1er juin 2014 |           |         |              | Allmend Brunau, Zurich Arbitre : John Coates |

| 31 mai 2014 | Nyon RC | 26 - 23 | RC Genève PLO | Centre sportif de Colovray, Nyon Arbitre : Sébastien Cottreau |
| 31 mai 2014 |         |         |               | Centre sportif de Colovray, Nyon Arbitre : Sébastien Cottreau |
| 31 mai 2014 |         |         |               | Centre sportif de Colovray, Nyon Arbitre : Sébastien Cottreau |

#### Finale
| 14 juin 2014 | GC Zurich    | 21 - 17 | Nyon RC      | Deutweg, Winterthur Arbitre : Yann Benoit |
| 14 juin 2014 | Essai(s) : 2 |         | Essai(s) : 2 | Deutweg, Winterthur Arbitre : Yann Benoit |
| 14 juin 2014 |              |         |              | Deutweg, Winterthur Arbitre : Yann Benoit |